# Stjärneborgs museer

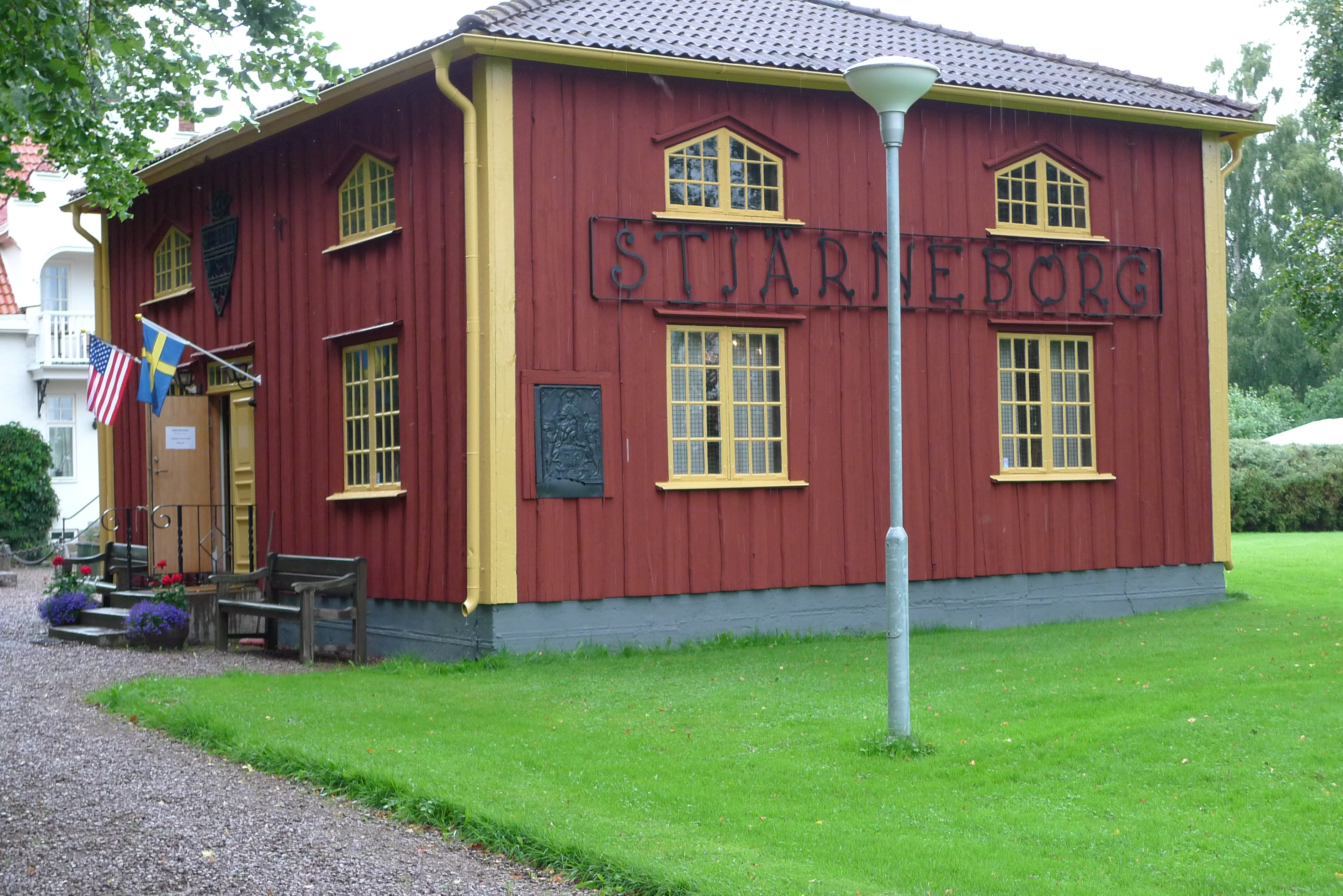
Museet i Stjärneborg.

Stjärneborgs museer är en museianläggning cirka åtta kilometer norr om Aneby i Småland. Anläggningen skapades av adelsmannen och ingenjören Malte Liewen Stierngranat. På området ligger även ett järnvägsmuseum.

## Gravpyramiden

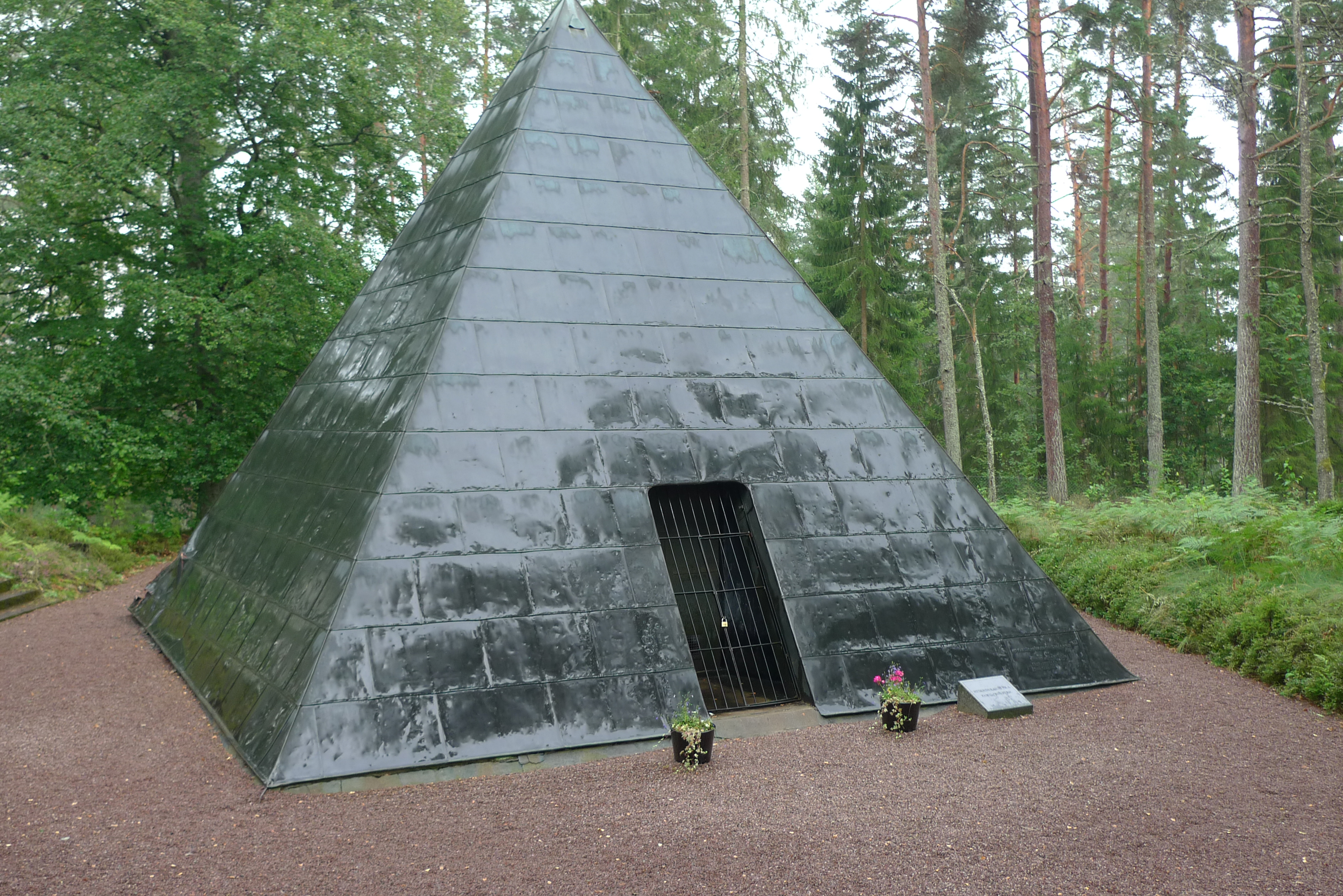
Gravpyramiden.

I Stjärneborg finns en sju meter hög, kopparklädd pyramid, som med åren har blivit en stor turistattraktion. Idén till gravpyramiden fick Malte Liewen Stierngranat under en resa i Egypten 1908. Då hade han besökt Cheopspyramiden utanför Kairo.Han bestämde sig då för att bygga en egen pyramid som sitt och familjens sista vilorum. Gravpyramiden invigdes 26 juni 1924 efter ett visst motstånd från kyrkoherden i Lommaryd.
Sedan 2010 sker visningarna av gravbyggnaden av Föreningen Stierngranats Museer, som också är huvudman för anläggningen kring museet i Stjärneborg. Pyramiden förvaltas av kyrkan.